# Wakefieldia
Wakefieldia es un género de hongo con dos especies, que se pensaba pertenecían a la familia Boletaceae, pero estudios moleculares recientes indican que en realidad  Wakefieldia macrospora no está relacionada con Boletales, sino que pertenece a la familia Hymenogastraceae.